# Савез суперзлоћа
Савез суперзлоћа (енгл. League of Super Evil) је канадска цртана серија. У Канади је приказана на две ТВ станице Вај-Ти-Ви и Картун Нетворк. У Србији је приказан на каналу ТВ Ултра, а синхронизацију је радио студио Лаудворкс.

## Епизоде
| Сезона | Сезона | Епизоде | Прво приказивање    | Последње приказивање |
| ------ | ------ | ------- | ------------------- | -------------------- |
|        | 1      | 26      | 7. март 2009.       | 18. децембар 2009.   |
|        | 2      | 13      | 11. септембар 2010. | 11. децембар 2010.   |
|        | 3      | 13      | 2. јун 2012.        | 25. август 2012.     |

## Ликови

### Главни ликови
- Волтар
- Доктор Жабац
- Риђа Напаст
- Куцагедон

### Остали ликови
- Стева
- Пера Правда
- Генерал
- Војник
- Муњолиза
- Господар редова
- Злобања
- Капетан Славни